# リンク 11
リンク 11は、北大西洋条約機構（NATO）で標準化された戦術データ・リンクの規格。当初はA-Linkと称されていたほか、TADIL-Aとも称され、MIL規格ではMIL-STD-188-203-1A、またSTANAG規格ではSTANAG 5511として標準化されている。

## 来歴
海軍戦術情報システム（NTDS）の開発にあたって、その技術運用要求には、各艦・機および地上端末のコンピュータ間で目標のデータを共有するための戦術データ・リンクも盛り込まれていた。1956年夏、艦船局 (BuShips) の通信設計部門は、NTDSのための短波（HF）デジタル・データ通信端末の開発についての提案依頼書（RFP）を発出した。一方、コリンズ社の技術者たちは、1950年代初頭の時点で、音声通信やテレタイプ通信に使われていた3,000 Hzの抑圧搬送波単側波帯（SSB）短波通信でデジタルデータを伝送する必要性を予見し、予測波信号（Kineplex）位相変調技術を開発して特許を取得していた。BuShipsも既にこの技術に注目し、艦隊のHF通信能力を向上を図ってHICAPCOM（High capacity communications）計画を開始していた。
1956年9月、BuShipsはコリンズ社に対し、NTDS計画の一環として、HICAPCOM改良型通信装置3基と新規設計のデータリンク端末4基の製作を発注した。1958年春には、前者にあたるKWT-6と後者にあたるAN/SSQ-29（XN-1）が納入され、このうち1セットはNEL (Navy Electronics Laboratory) の実験艦「レックスバーグ」に搭載されて、洋上試験に供された。同機を用いた試験にはイギリス海軍のマウントバッテン海軍元帥も立ち会っていたが、この際には通信エラーが多く、先行きが危ぶまれたものの、これは機材の問題であって規格の問題ではないと判断されて、計画は続行された。
NELのASDEC（Applied Systems Development and Evaluation Center）での試験を経て、データ端末はAN/SSQ-29（XN-2）へとアップデートされるとともに、通信装置もKWT-6をもとにしたAN/SRC-16（XN-1）へと再設計された。運用試験のため、1958年7月にはAN/SRC-16（XN-1）8基が、また1959年5月にはAN/SSQ-29（XN-2）8基が発注された。これらのデータ・リンク装置を含むNTDS関連機材は、運用試験のため「オリスカニー」およびミサイル・フリゲート（DLG）「キング」、「マハン」に搭載されたほか、原子力ミサイル巡洋艦「ロングビーチ」および原子力空母「エンタープライズ」にも搭載された。試験を経て、1963年3月、海軍作戦部長はリンク 11を含むNTDSの配備を承認した。

## 通信規格

### ネットワーク
使用する周波数は短波（HF: 2－30 MHz）、あるいは超短波（UHF: 225－400 MHz）である。変調方式は、HF帯使用時は振幅変調（AM）、UHF帯使用時は周波数変調（FM）である。艦対艦通信での伝送距離は、HF帯使用時は300海里 (560 km)、UHF帯使用時は25海里 (46 km)程度とされる。転送速度に応じて、高速モード（2,250 bps、75フレーム毎秒）と低速モード（1,364 bps、44.75フレーム毎秒）がある。
ネットワークに参加できるユニット（Participating unit, PU）数は、通常は20程度、最大でも62である。通常運用モードであるロール・コール（Roll Call）では、1960年代の技術に基づいたポーリング方式の伝送が行われる。PUのうち1つが通信ネット管制ステーション (Net control station, NCS）となって、他のPU（Net picket station, NPS）の通信を管制する。NCSが順番にNPSを呼び出し、呼び出されたNPSが所定のメッセージ・フォーマット（24ビットのAフレームおよび24ビットのBフレームからなる48ビット）に従って自己保有データの送信を行う。また電波管制 (EMCON) 状況下では、特定のPUが他のPUに対して一方通行でデータを送信するブロードキャスト・モードを使用する場合もある。
ハードウェアとして、最初期には上記の通りHF通信装置はAN/SRC-16（XN-1）、データリンク端末はAN/SSQ-29（XN-2）が用いられていたが、1965年からは、HF通信装置はAN/SRC-23、またデータリンク端末もAN/USQ-36と、それぞれ新型機の引き渡しが開始された。データリンク端末については、1970年代にAN/USQ-59、-63、-79が順次に配備されたのち、次世代の-74、-76、-83へと移行した。また1976年にはUSQ-76の廉価な代替機としてMX-512が登場したが、1990年にはこれをオープンアーキテクチャ化したMX-512Pが登場し、これを中核としたシステムとしてAN/USQ-125などが配備されるようになった。

### メッセージ
送受信されるメッセージはMシリーズと称され、STANAG 5511（MIL-STD 6011）で規定されており、下記のような種類がある。
- M.1 - 参照点（DLRP）の座標
- M.2 - 空中目標の座標
- M.3 - 水上目標の座標
- M.4 - ASW目標の座標
- M.5 - ESM探知の座標
- M.6 - ECM目標の座標
- M.7 - 戦域ミサイル防衛
- M.9 - 情報源などについての伝達
- M.10 - 航空管制用
- M.11B - 航空機の状況伝達
- M.11C - 対潜哨戒機の状況伝達
- M.11D - 敵味方識別装置の情報伝達
- M.11M - 諜報状況の伝達
- M.13 - 国籍情報の伝達
- M.14 - 武器・交戦状況の伝達
- M.15 - 指揮統制についての伝達

なお、NATO防空管制組織（NADGE）の地対地リンクであるリンク 1（TADIL-B）でも、空中情報伝達のためにこのメッセージ方式を用いている。

## 運用史
NTDSのほか、航空戦術情報システム（ATDS）でも採用され、広く用いられた。より高速・大容量のリンク 16が登場したあとも、これを装備しない艦艇ではリンク 11の運用が継続されたことから、1990年代末には先進戦術データ・リンク（ATDL）計画として改良が図られた。また後継規格として開発されていたNILE（NATO Improved Link Eleven）は、後にリンク 22と改称された。
海上自衛隊では、TDPS（OYQ-3）搭載のしらね型護衛艦「しらね」から装備が始まり、後日装備も含めて、たちかぜ型護衛艦以降のミサイル護衛艦、あさぎり型護衛艦以降の汎用護衛艦、およびはやぶさ型ミサイル艇の全てに搭載されているほか、P-3C哨戒機にも装備されている。また航空自衛隊でもE-2C 早期警戒機が装備した。
なお、フランスは、Vega / TAVITACで使用するために、リンク 11をコピーしたリンク Wを開発した。